# Árpád-házi Judit
Árpád-házi Judit (986 körül – 1026 körül) 975 körül született Géza magyar fejedelem és Sarolt elsőszülött gyermekeként. Három testvére volt: István (először Vajk, 980 körül, Magyarország királya), Ilona (990 körül, Orseolo Ottó velencei dózse felesége), Sarolta (991 körül, Aba Sámuel magyar király felesége). Judit 985-ben hozzáment Vitéz Boleszláv lengyel fejedelemhez, miután az az első feleségét eltaszította magától. Házasságukból egy gyermek: Bezprym született, aki rövid időre lengyel fejedelem lett. 989-ben Boleszláv eltaszította magától Juditot is. Judit másodjára is férjhez ment, Gavril Radomir bolgár trónörököshöz. Házasságukból egy fiú: Delján Péter, a későbbi bolgár cár született. Judit valamikor 1030 táján halt meg.